# يوان هونغ
ولد يوان هونغ في 23 أغسطس 1982 المعروف ايضاً باسم جاستن يوان هو ممثل صيني، هو عضو في الحزب الشيوعي الصيني.

## حياته
ولد يوان في ووهان، هوبي وتخرج من أكاديمية (Theatre) في شنغهاي في عام 2001، تزوج يوان من الممثلة تشانغ شين يى في عام 2016 في ألمانيا.

## حياته المهنية
أشتهر يوان في دوره في مسلسل (The Legend of the Condor Heroes) و أشتهر أكثر من خلال دوره في مسلسل (Scarlet Heart).